# Bénaix
Bénaix är en kommun i departementet Ariège i regionen Occitanien i södra Frankrike. Kommunen ligger  i kantonen Lavelanet som ligger i arrondissementet Foix. År 2022 hade Bénaix 151 invånare.

## Befolkningsutveckling
Antalet invånare i kommunen Bénaix
Referens: INSEE